# Фронтон

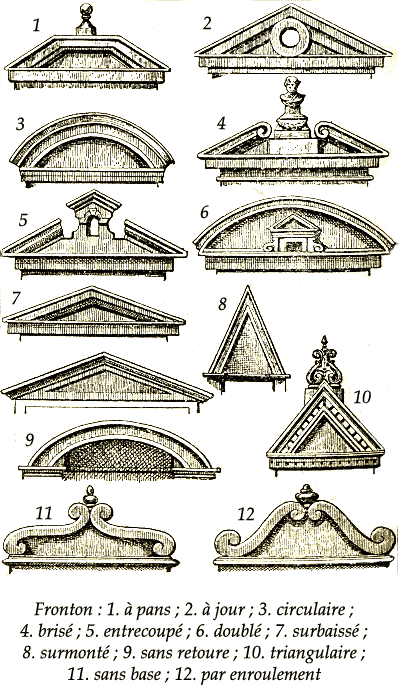
Иллюстрация типов фронтонов

Фронто́н (через фр. fronton, от лат. frons — «лоб») — завершение (обычно треугольное, реже — полуциркульное) фасада здания, портика, колоннады, ограниченное двумя скатами крыши по бокам и карнизом у основания.
Узкие стороны античных храмов всегда оканчивались вверху невысоким фронтоном, треугольное поле, или тимпан которого бывало украшено скульптурными фигурами, а боковые карнизы несли на себе края двускатной крыши сооружения. В последнюю пору римского искусства появились фронтоны другой формы, перешедшие потом в архитектуру эпохи Возрождения, а именно такие, в которых наклонные карнизы заменяются одним непрерывным дугообразным карнизом, так что образуется тимпан в виде сегмента круга. В позднейшее время форма фронтонов разнообразилась ещё более, появились фронтоны в виде трапеции, с боковыми карнизами, не сходящимися вверху, в форме равностороннего треугольника. Такие фронтоны устраиваются преимущественно не над фасадами, а над окнами, дверями и крыльцами.

## Основные виды
- Килевидный — напоминающий перевёрнутый киль корабля, характерен для древнерусского деревянного зодчества.
- Лучковый — дугообразный, напоминающий натянутый лук. При увеличении сегмента круга фронтон становится циркульным.
- Полукруглый — с полуциркульным завершением.
- Прерванный — с горизонтальным карнизом, прерываемым для вставки, например, окна. Если карниз отсутствует почти полностью и фронтон покоится, например, лишь на двух колоннах, такой фронтон называют полуфронтоном. Когда же карниз исчезает совершенно, фронтон превращается в щипец, или, в готической архитектуре, в вимперг.
- Разорванный — с не сходящимися вверху и оставляющими между своими верхними концами (иногда переходящими в волюты) свободное пространство для помещения пьедестала для вазы, бюста или какого-либо другого украшения.
- Раскрепованный — с выступающими вперёд частями — раскреповками (см.: Раскрепованный ордер).
- Самцовый — сложенный из брёвен как непосредственное треугольное продолжение венцовой торцевой стены.
- Ступенчатый — в виде ступеней, уменьшающихся в своих размерах кверху.
- Трапециевидный — в виде трапеции.
- Треугольный — в виде равнобедренного треугольника.

## Галерея

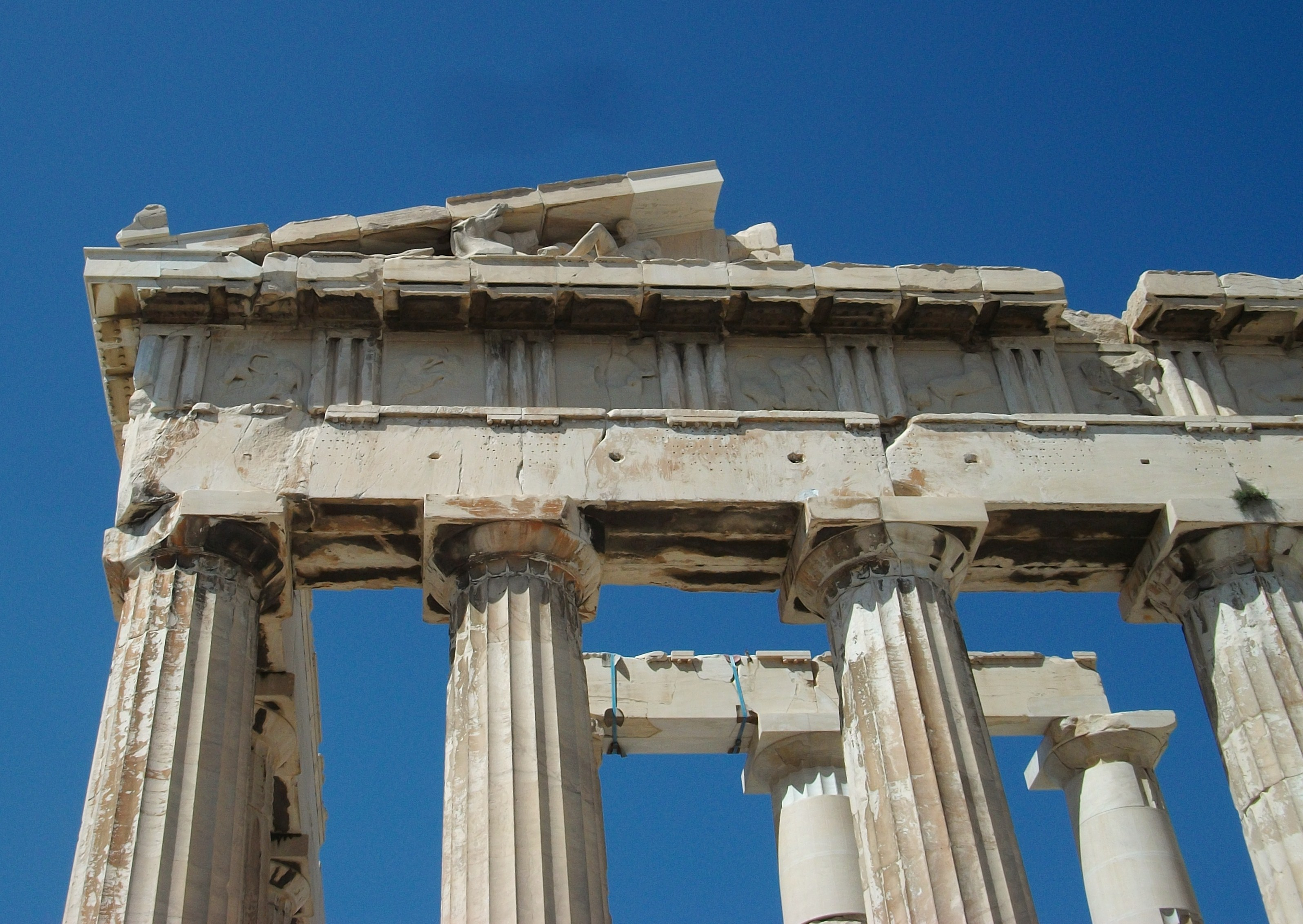
Один из немногих разделов скульптуры фронтона Парфенона всё ещё на месте;  другие — Мраморы Элгина находятся в Британском музее (Лондон)
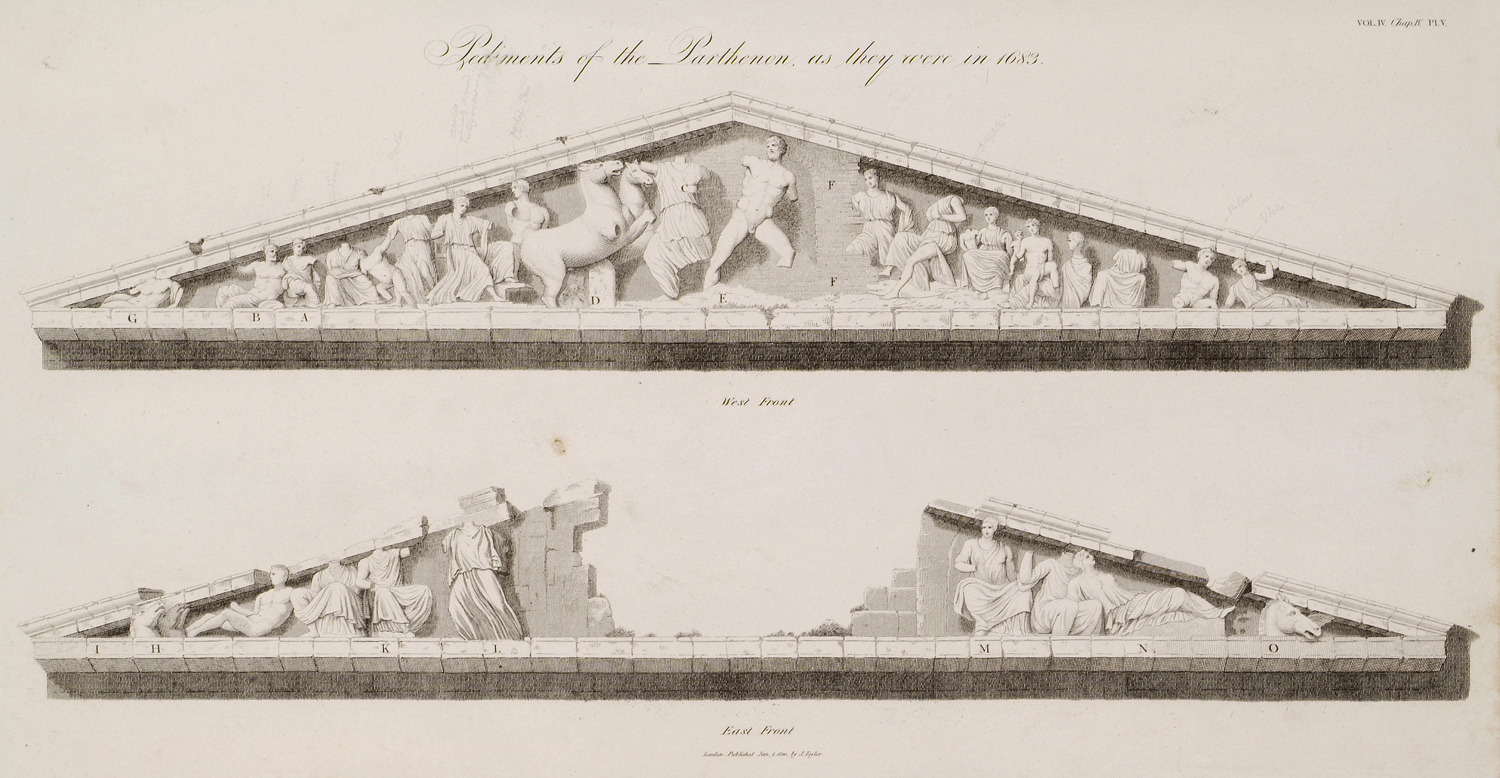
Иллюстрация со скульптурами двух фронтонов Парфенона, 1794
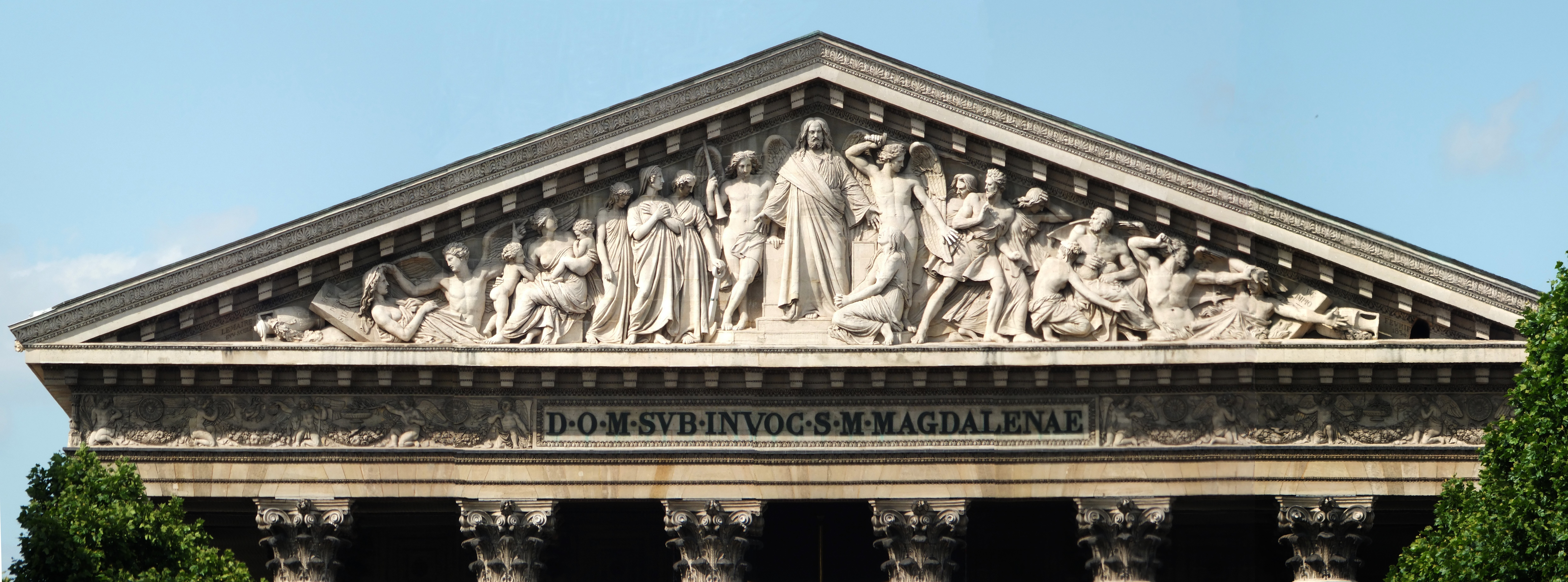
Фронтон Церкви Мадлен, Париж
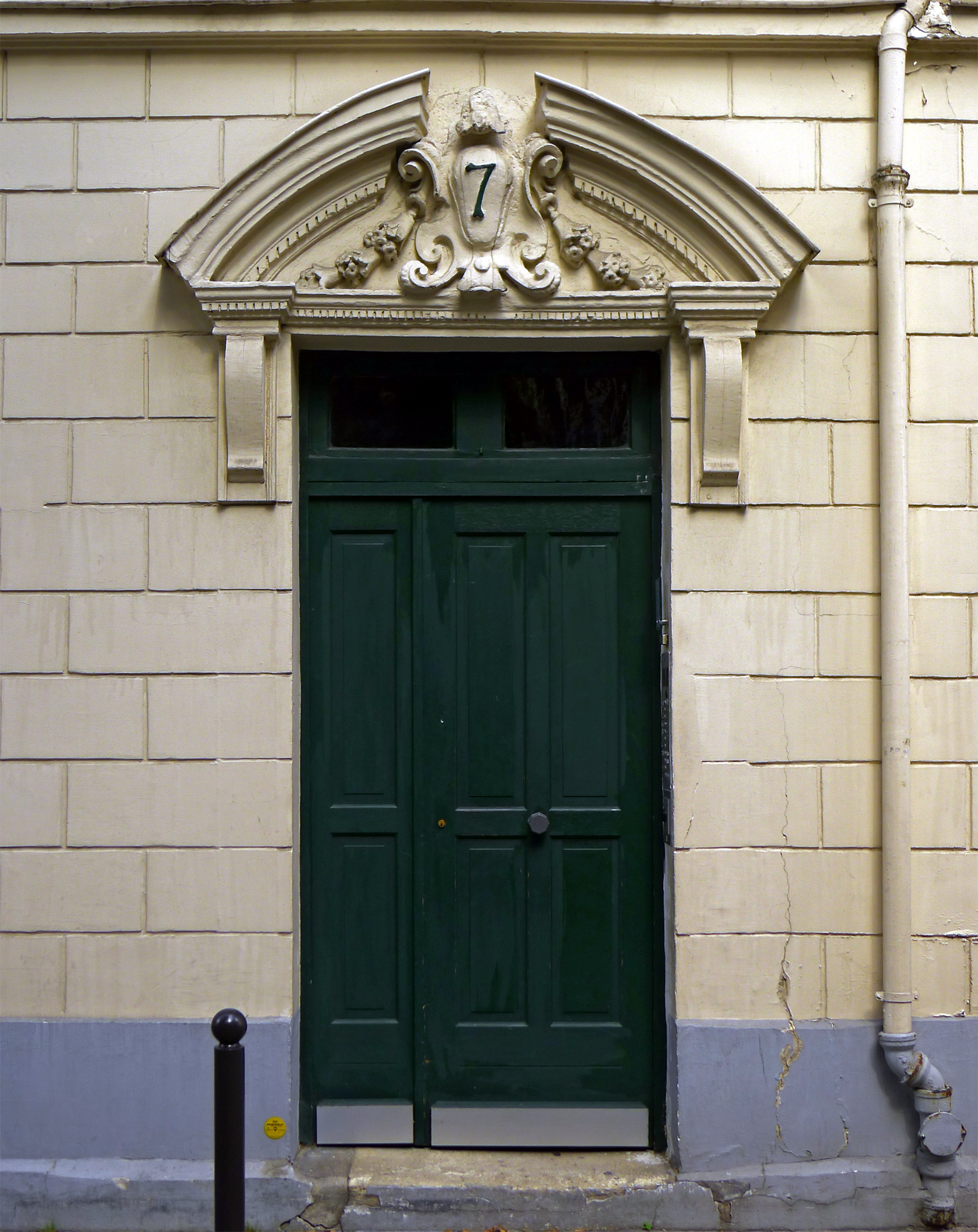
Лучковый фронтон над дверью, Париж
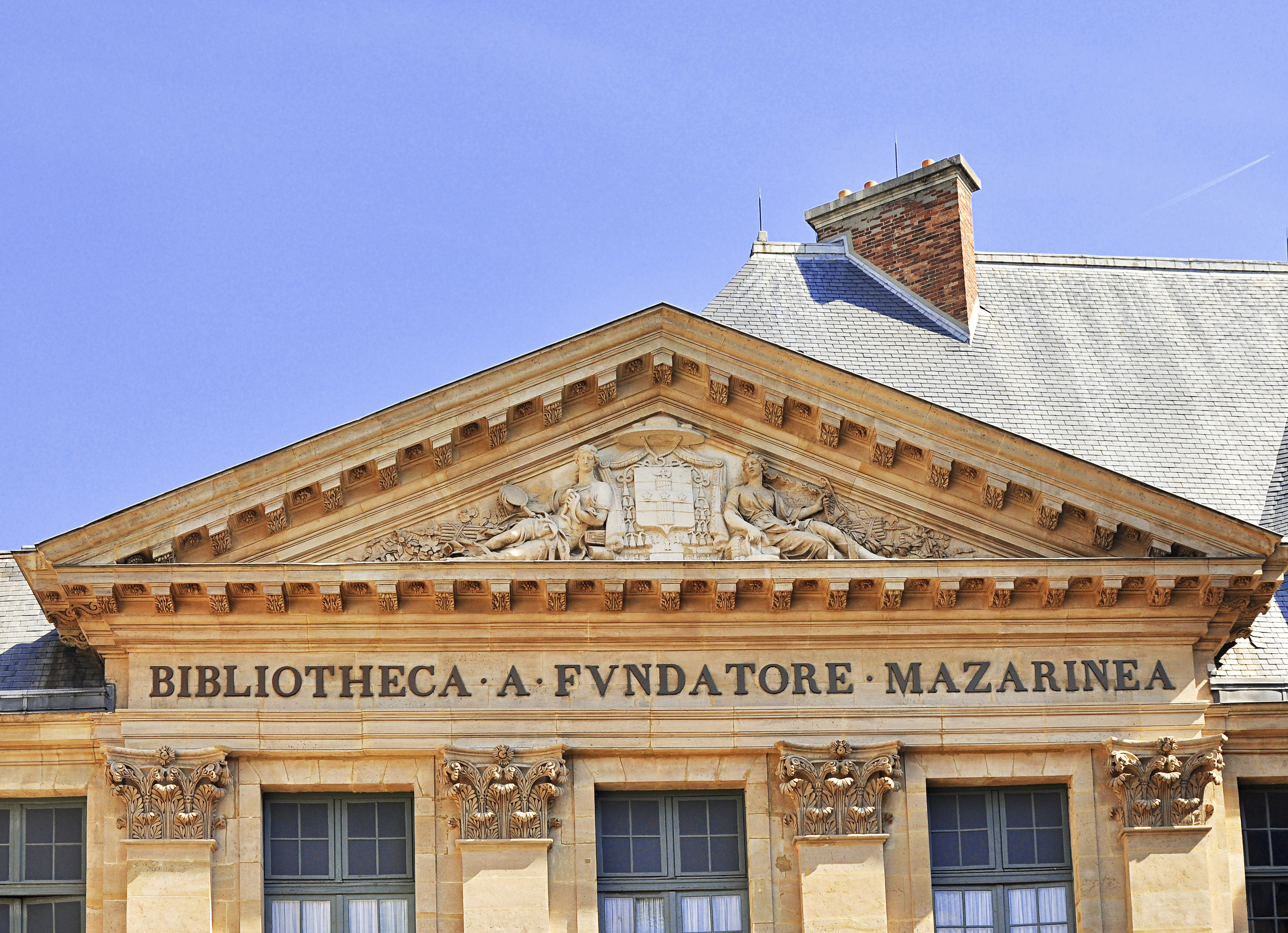
Огромный фронтон со статуями, Библиотека Мазарини (Париж)
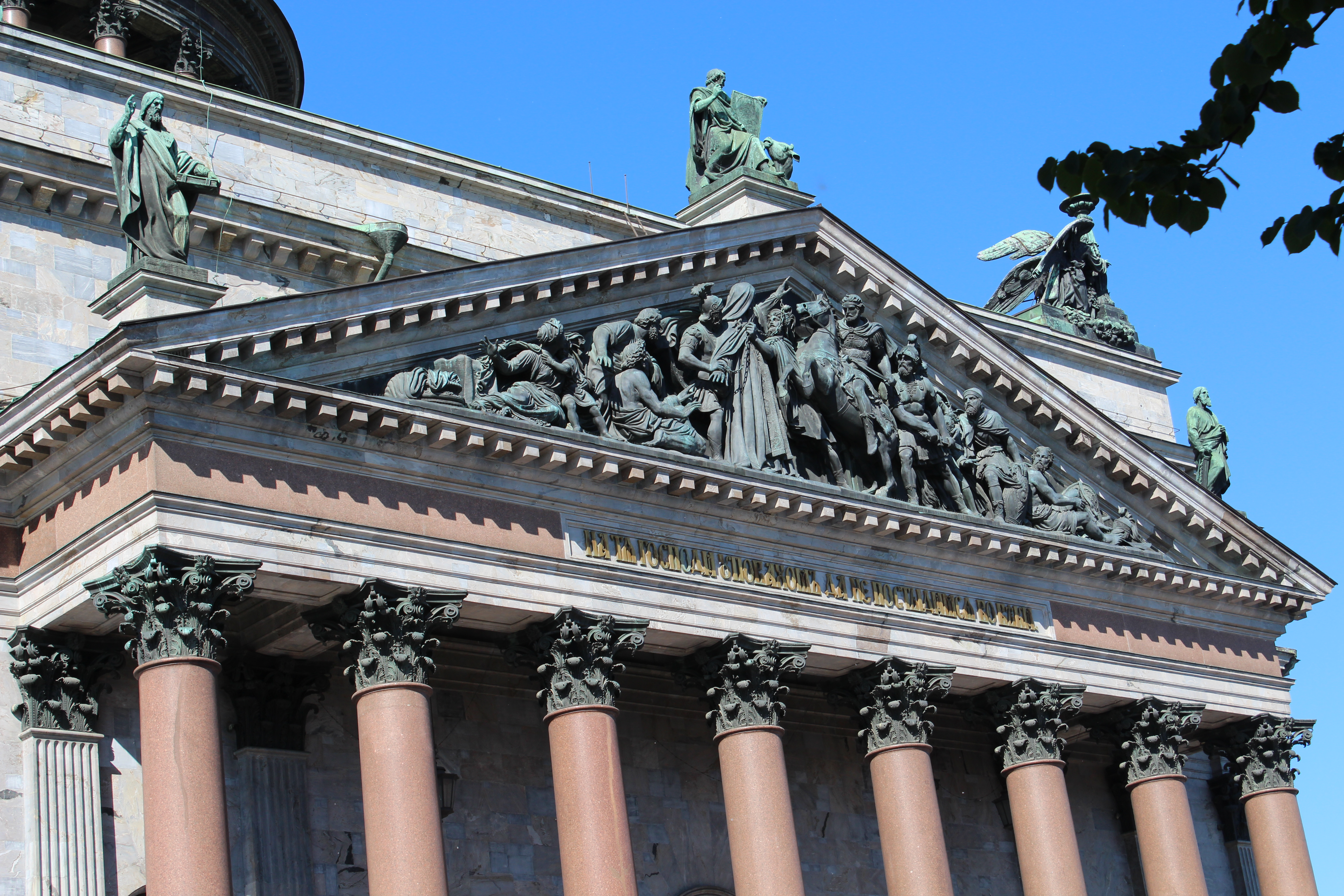
Фронтон Исаакиевского собора (Санкт-Петербург)
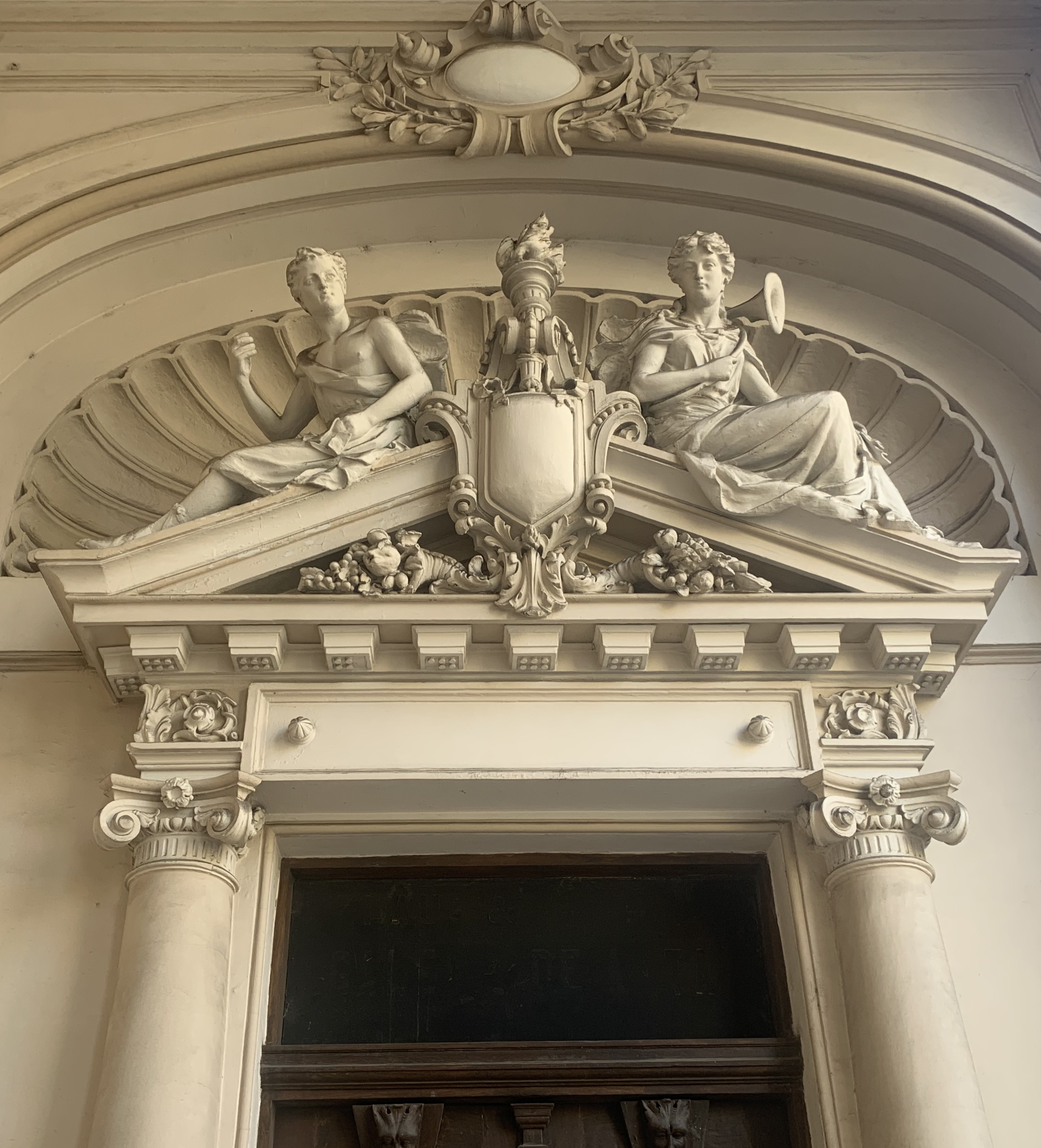
Фронтон со скульптурами у входа в Национальный музей истории Румынии (Бухарест)
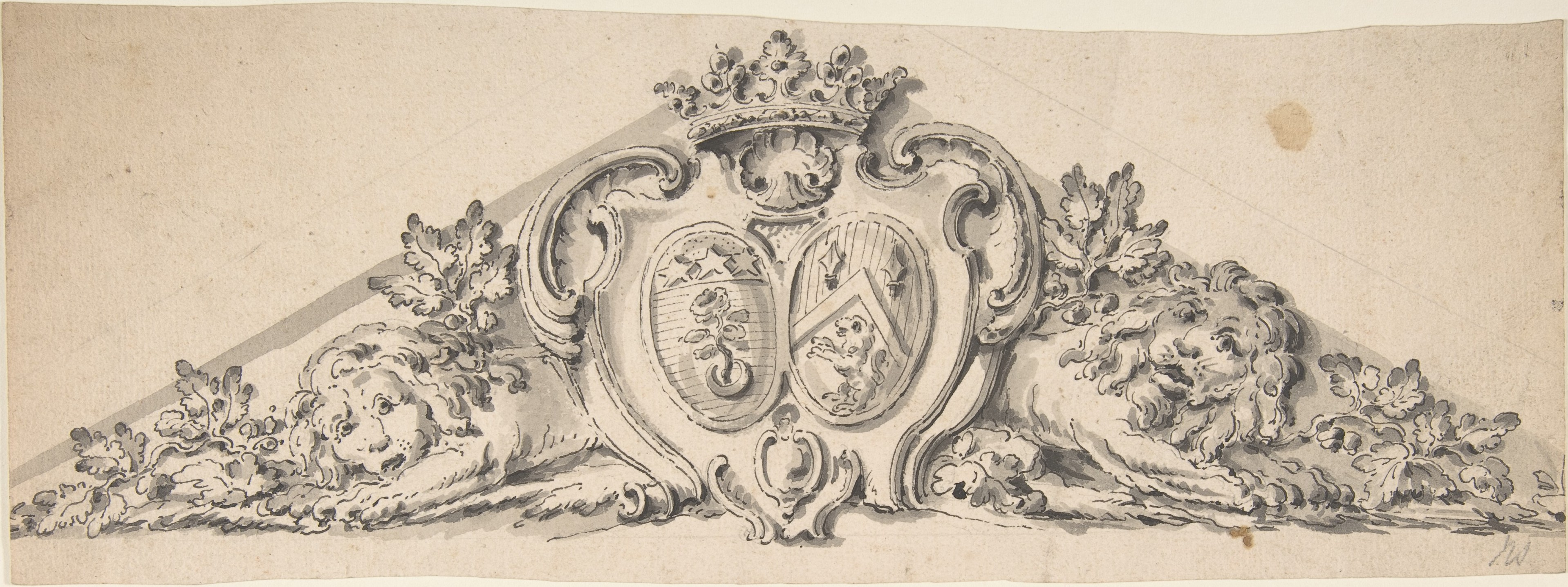
Дизайн XVIII века для фронтона с двумя картушами, львами и короной в  Метрополитен-музей (Нью-Йорк)
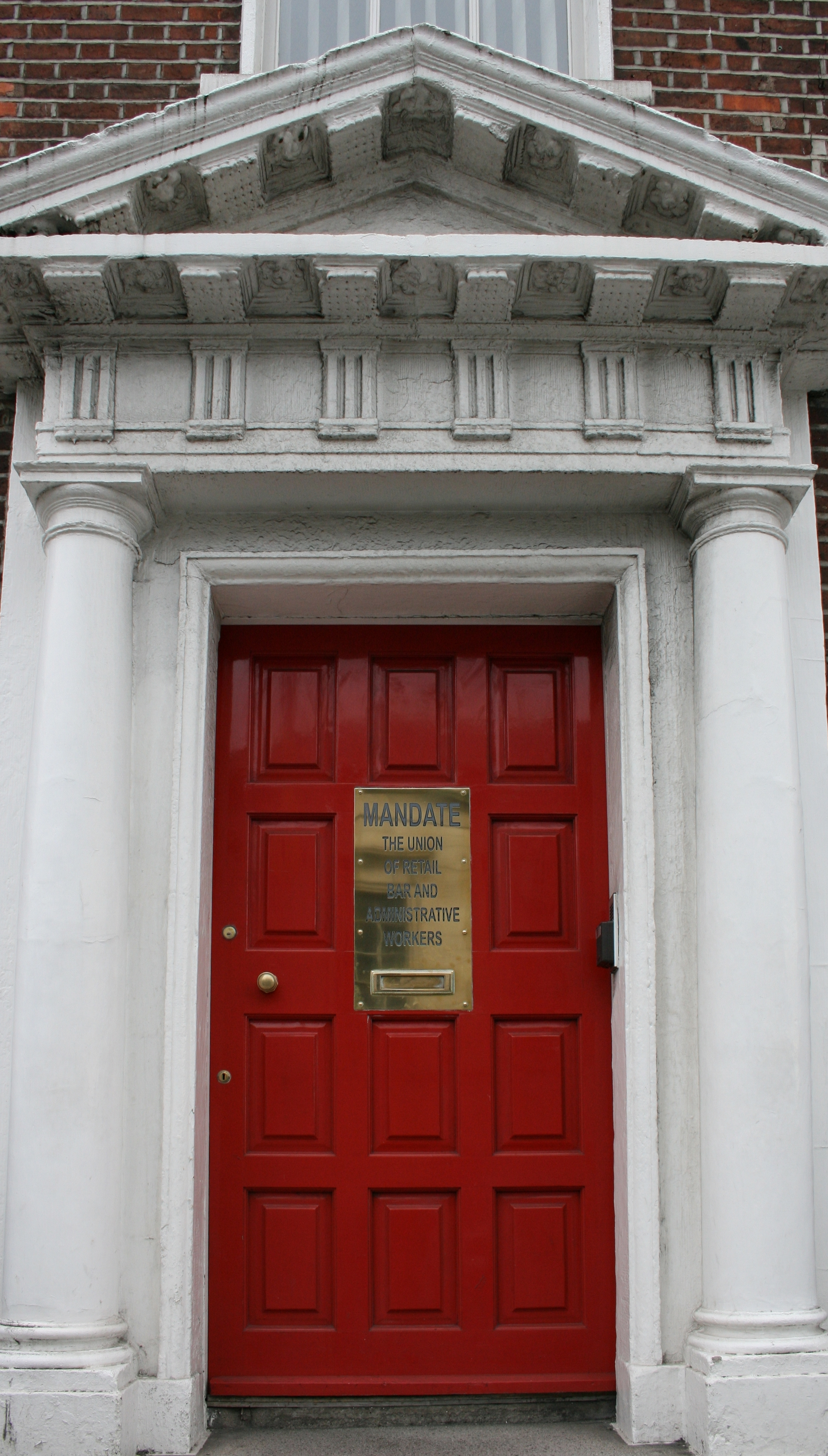
Дверь с фронтоном, дорическим фриз и двумя дорическими колоннами, Дублин (Ирландия)
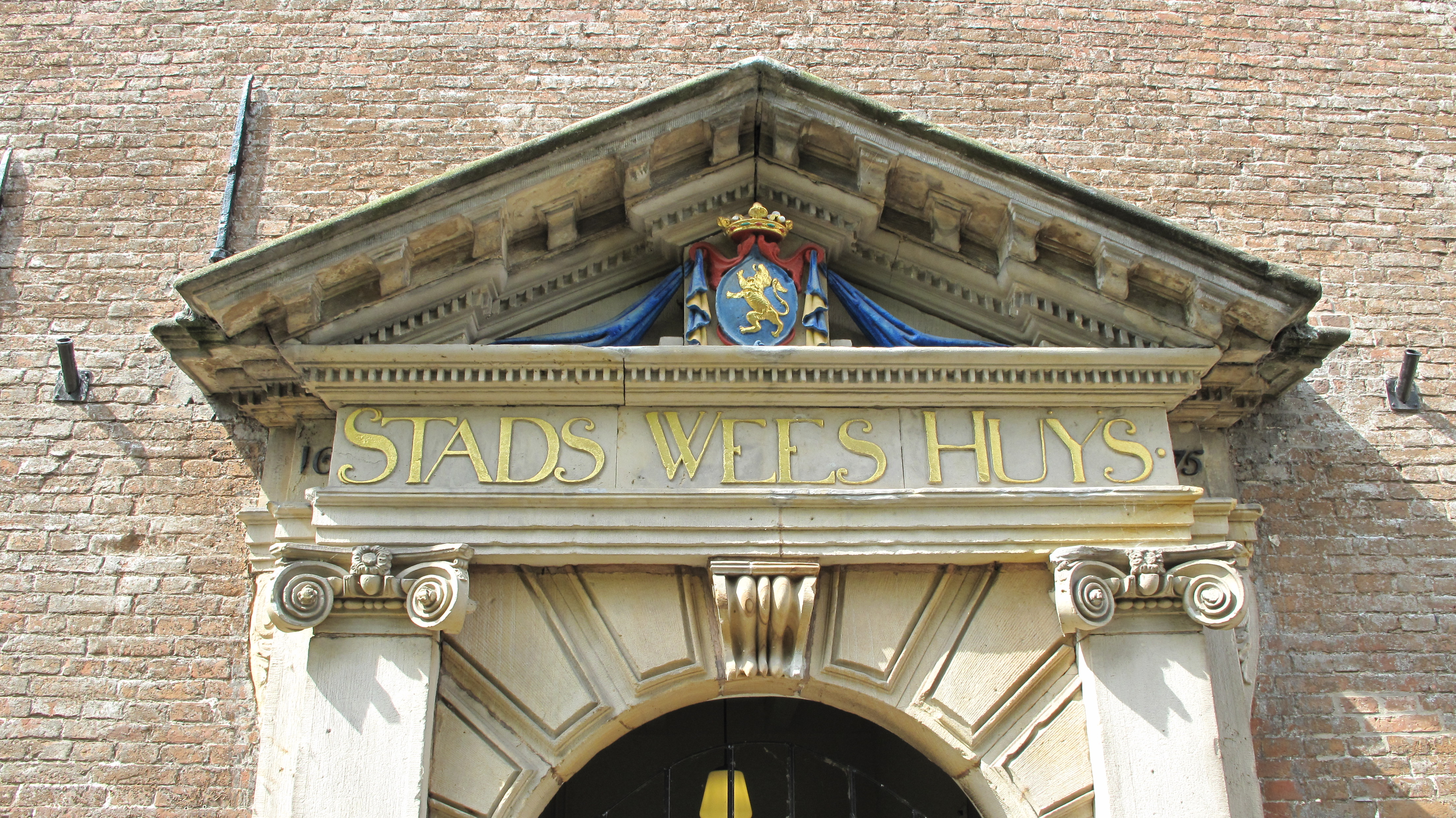
Фронтон с гербом в нём над дверью, Леуварден (Нидерланды)